# سفارة دولة فلسطين لدى مالي
سفارة دولة فلسطين لدى مالي هي الممثلية الدبلوماسية العُليا لدولة فلسطين لدى مالي. تقع السفارة في باماكو.

## قائمة السفراء
- أحمد عبد الرحيم
- هادي عمر أحمد شبلي (2018 – يناير 2025)
- حسان فتحي محمد البلعاوي (9 أبريل 2025[2] ولا يزال حتى الآن)